# Liquidambar gracilipes
Liquidambar gracilipes är en tvåhjärtbladig växtart som först beskrevs av William Botting Hemsley, och fick sitt nu gällande namn av Ickert-bond och J.Wen. Liquidambar gracilipes ingår i släktet Liquidambar och familjen Altingiaceae. Inga underarter finns listade i Catalogue of Life.